# George Bernard Summers
George Bernard Summers (* 16. September 1906 in St. John’s (Neufundland); † 29. November 1993 in Javea, Spanien) war ein kanadischer Botschafter.

## Leben
Sein Vater P. J. Summers war stellvertretender Justizminister von St. John’s, Newfoundland and Labrador. 1929 trat George Bernard Summers in die Rechtsanwaltskanzlei Cyril J. Fox ein, bis 1934 wurde er in der Rechtspflege in Corner Brook beschäftigt und trat anschließend in den kanadischen Staatsdienst. 1944 wurde er als Hauptmann von der British Army rekrutiert und schied 1947 als Oberst aus. 1950 trat er in den auswärtigen Dienst von Kanada. Ab 1954 wurde er in Prag beschäftigt, wo er am 5. Juli 1957 zum Geschäftsträger ernannt wurde. Am 9. Januar 1959 wurde er zum außerordentlichen Gesandten und Ministre plénipotentiaire in Teheran ernannt. Als solcher war er vom 11. März 1959 bis 14. Februar 1961 akkreditiert. Am 12. Januar 1961 wurde er in Teheran zum Botschafter ernannt. Als solcher war er vom 14. Februar 1961 bis 25. Juli 1962 akkreditiert. Am 23. Oktober 1962 wurde er zum Botschafter in Santiago de Chile ernannt, wo er vom 5. Januar 1963 bis zu seiner Versetzung in den Ruhestand am 23. Juni 1970 akkreditiert war.